# Separate but equal

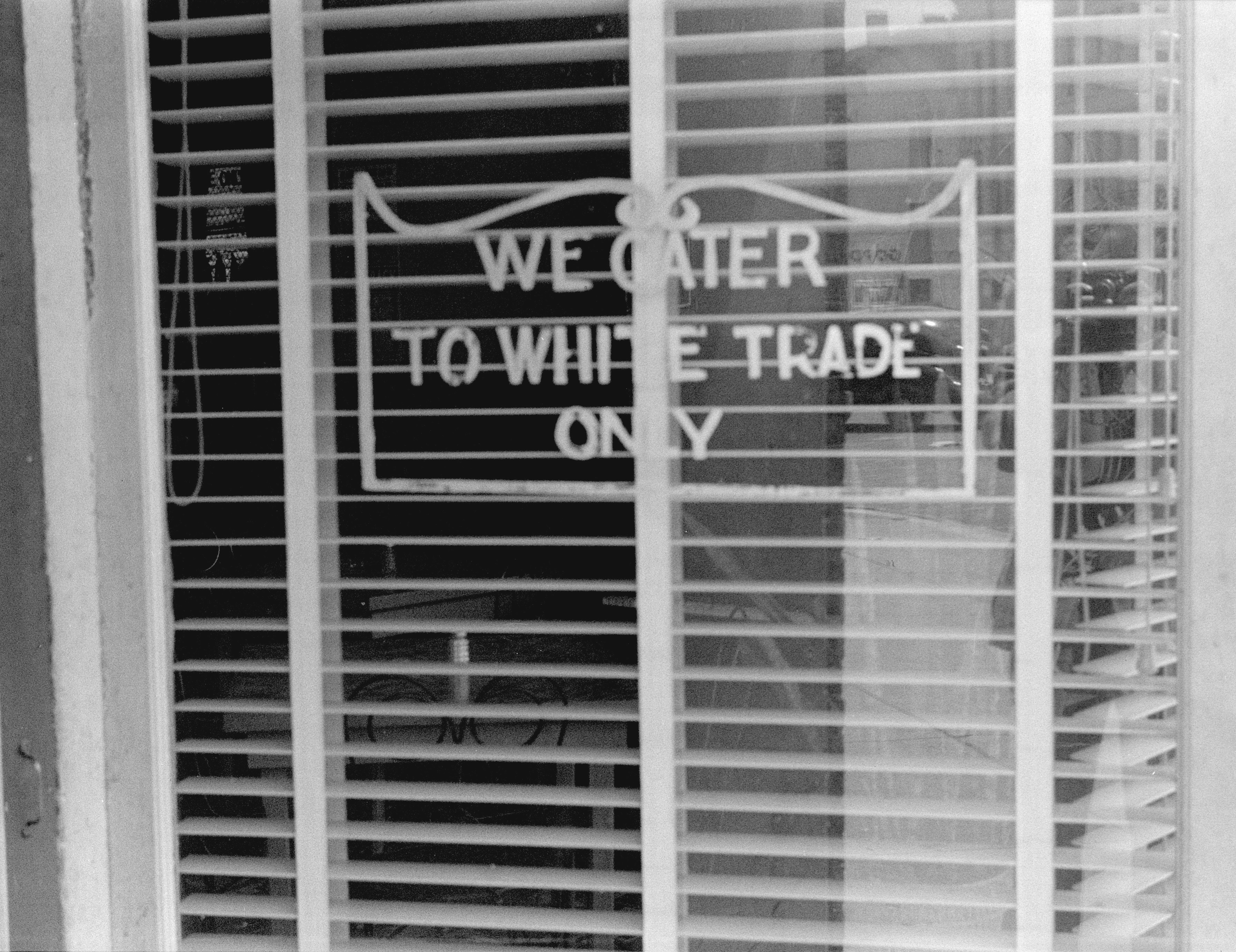
Amerykańska restauracja w latach 30. XX w. obsługująca tylko białych klientów

Separate but equal (ang. „oddzielne, lecz równe”), w pierwotnej wersji: equal but separate („równe, lecz oddzielne”) – zasada z czasów segregacji rasowej usprawiedliwiająca udostępnianie różnym grupom społecznym osobnych usług i dóbr. W systemie tym teoretycznie nie ma dyskryminacji, gdyż każda z grup powinna otrzymać to samo, jednak w praktyce usługi i dobra dostępne tylko dla osób białych były znacznie wyższej jakości.
Przykładem zastosowania tej zasady jest pociąg, w którym istnieją osobne przedziały dla białych i czarnych, a każdy z nich jest identycznie wyposażony – w rzeczywistości jednak standard przedziałów dla czarnych był dużo niższy. Innym przykładem mogą być samorządowe szkoły odrębne dla uczniów białych i czarnych, przy czym te drugie były faktycznie finansowane na o wiele niższym poziomie.
Ten rodzaj segregacji pojawił się po wojnie secesyjnej, gdy w południowych stanach Stanów Zjednoczonych, mimo zniesienia niewolnictwa, nadal istniały podziały ze względu na przynależność rasową.